# Leroy (Automobilhersteller)
Leroy war ein französischer Hersteller von Automobilen.

## Unternehmensgeschichte
Der Konstrukteur Leroy gründete etwa 1910 das Unternehmen in Courbevoie zur Produktion von Automobilen. Der Markenname lautete Leroy. Marcel Violet war an der Konstruktion beteiligt. Wenig später endete die Produktion.

## Fahrzeuge
Im Angebot standen Sportwagen. Sie boten Platz für eine Person. Für den Antrieb sorgte ein Vierzylinder-Zweitaktmotor. Marcel Violet war ein Verfechter des Zweitaktmotors.